# 弗朗西斯·纳尔逊
弗朗西斯·纳尔逊（英語：Francis Nelson，1910年1月24日—1973年3月9日），美国男子冰球运动员，场上位置是前锋。他曾代表美国国家队参加1932年冬季奥林匹克运动会冰球比赛，获得一枚银牌。